# Roland Ertl (Architekt)
Roland Ertl (* 6. November 1934 in Linz; † 7. Juni 2015) war ein österreichischer Architekt.

## Leben
Roland Ertl entstammte einer Baumeisterfamilie. Sein Urgroßvater Johann Ertl, der Großvater Josef Ertl und Vater Ernst Ertl (1899–1962) waren Baumeister.
Ertl studierte Architektur an der Technischen Universität Wien. Danach Praxis bei den Architekten Erich Boltenstern und Gustav Peichl in Wien, wie auch Mitarbeiter zur Ausführungsplanung der Architekten Kaija und Heikki Sirén zum Brucknerhaus in Linz. 1966 gründete Ertl in Linz sein eigenes Architekturbüro.
Von 1977 bis 1999 war Ertl Lehrbeauftragter für Baukonstruktion an der Kunstuniversität Linz.

## Entwürfe und Realisierungen (Auswahl)

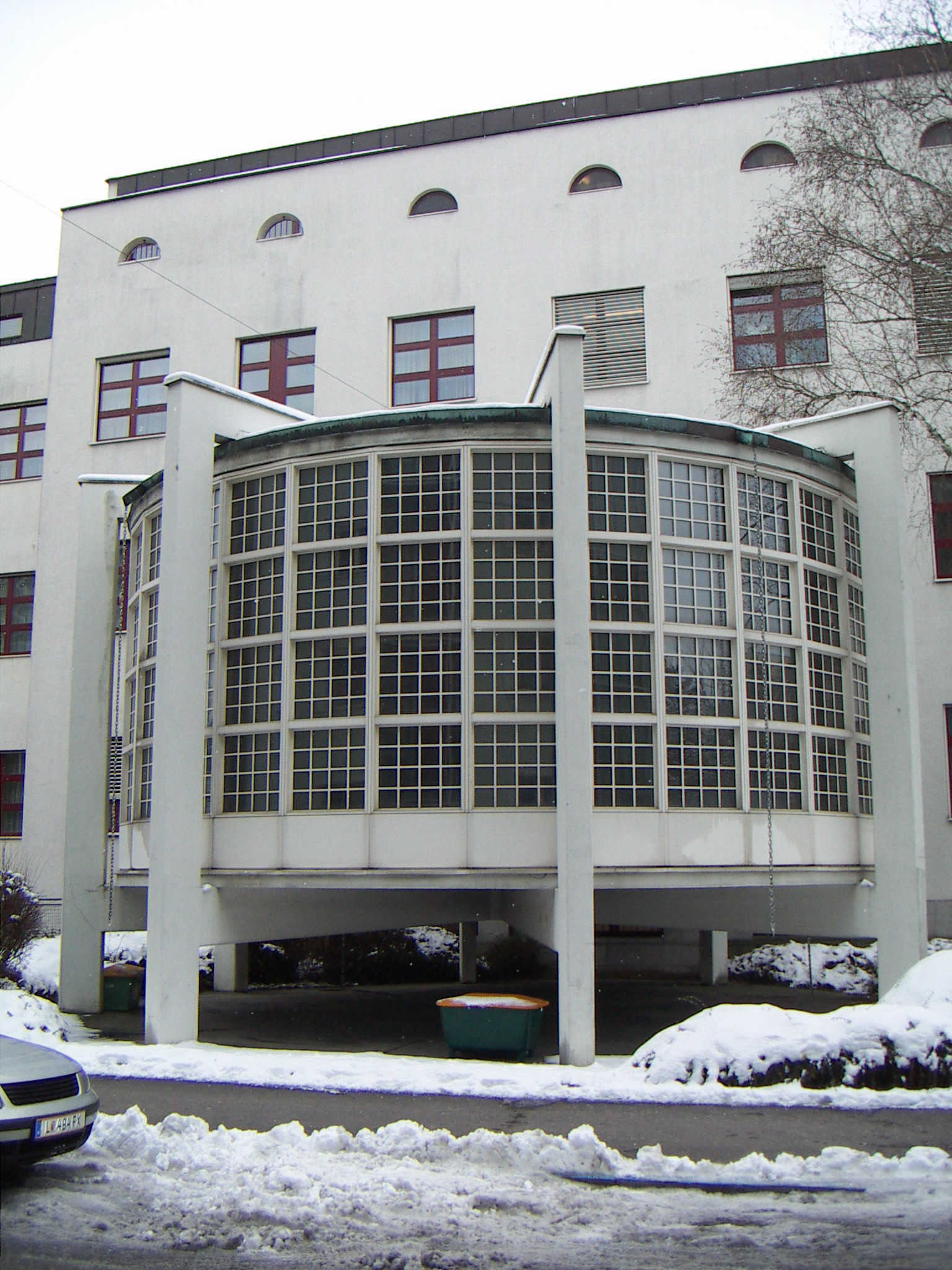
Andachtsraum Klinik Diakonissen Linz

- 1962–1964: Andachtsraum im Diakonissenkrankenhaus Linz
- 1963–1964: Totenhalle Thening
- 1971–1982: Flughafen Linz, 1. Baustufe
- 1976–1979: Büro- und Betriebsgebäude Pichler, Hörsching
- 1978–1982: Gemeindezentrum Hörsching[3]
- 1981–1994: Allgemeines Krankenhaus der Stadt Linz
- 1985–1987: Drahtseilwerk Teufelberger, Wels
- 1987–1993: Kultur- und Sportzentrum Hörsching
- 1998–2000: Flughafen Linz, 2. Baustufe
- 1999–2001: Brucknerhaus Linz, Generalrenovierung Foyer- und Gastronomiezonen

## Anerkennungen
- 1982 Kulturpreis des Landes Oberösterreich für Architektur
- 1982 Österreichischer Bauherrenpreis für das Büro- und Betriebsgebäude Pichler
- 1986 Kunstwürdigungspreis der Stadt Linz
- 1994 Berufstitel Professor
- 1996 Heinrich-Gleißner-Preis für Architektur
- 2008 Großer Kulturpreis des Landes Oberösterreich, den Mauriz-Balzarek-Preis

## Publikationen
- mit Friedrich Achleitner, Hans Puchhammer, Romana Ring: Roland Ertl. Architektur 1960 - 2004. Verlag Pustet, Salzburg 2004, ISBN 3-7025-0504-0.